# أماني محمد (ممثلة)
أماني محمد (1968 -)، ممثلة بحرينية. بدأت مشوارها الفني بعام 1990 خلال شخصية "فاطمة" في مسلسل خزنة. قدمت عدد قليل من الأعمال لكن بأدوار قوية قبل أن تختفي بعد دورها بمسلسل الدنيا حظوظ في عام 1994 بعد زواجها، عادت بعام 2003 خلال مسلسلي وعاد قلبي إلى هناك، ومثلك عارف لكن عاودت الاعتزال مرة أخرى.

## أعمالها

### من أعمال التلفزيون
| سنة الإنتاج | اسم المسلسل                 | بمشاركة                                                                                |
| ----------- | --------------------------- | -------------------------------------------------------------------------------------- |
| 1990        | خزنة                        | إبراهيم السويلم، عبد المحسن النمر، إبراهيم جبر، لطيفة المجرن                           |
| 1990        | رحلة العجائب                | خالد العبيد، جاسم النبهان، كاظم القلاف، عبد الإمام عبد الله، باسمة حمادة، زهرة الخرجي  |
| 1991        | غناوي بو تعب                | عبد الله ملك، يوسف بوهلول، سلوى بخيت                                                   |
| 1991        | صراع الأجيال                | عبد الله السدحان، ناصر القصبي، ماجد العبيد، علي السبع، من مصر ناهد رشدي، ميار الببلاوي |
| 1991        | بن عقل - الجزء الثاني       | إبراهيم البنكي، أحلام محمد، سلوى بخيت، جاسم الصايغ                                     |
|             | سلامتك - برنامج توعوي       |                                                                                        |
| 1993        | فتاة أخرى                   | أنور أحمد، سعد البوعينين، جاسم الشريدة، مريم زيمان، سمية الخنة، زينب العسكري           |
|             | باكر العيد - سهرة تلفزيونية | جعفر الغريب                                                                            |
| 1993        | الدوائر                     | علي السبع، عبد المحسن النمر، إبراهيم جبر، يوسف بوهلول، إبراهيم الحساوي                 |
| 1993        | البيت العود                 | إبراهيم بحر، لطيفة المجرن، علي الغرير، جمعان الرويعي                                   |
| 1994        | الدنيا حظوظ: لا للزوجات     | خالد سامي، ناصر القصبي، راشد الماجد، من مصر حسن حسني، سناء يونس                        |
| 2003        | وعاد قلبي إلى هناك          | محمد الجناحي، أسمهان توفيق، تركي اليوسف، فضيلة المبشر                                  |
| 2004        | مثلك عارف                   | مجموعة من الممثلين                                                                     |